# Cuttack (stad)
Cuttack (Hindi: कटक) is een stad in de Indiase deelstaat Odisha. Het is de hoofdplaats van het gelijknamige district Cuttack en ligt aan de rivier de Mahanadi. Het is, na de officiële hoofdstad Bhubaneswar, de op een na grootste stad van Odisha. Tijdens de volkstelling van 2001 had Cuttack 535.139 inwoners.
Het is een van de oudste steden van India, bestaat al sinds het jaar 989 en heeft een rijke geschiedenis. Tot 1950 was het tevens de hoofdstad van het toenmalige Orissa. Sindsdien wordt het nog wel gezien als de zakelijke hoofdstad van de deelstaat.

## Geboren
- Subhash Chandra Bose (1897-1945), Indiase vrijheidsstrijder